# محمد إبراهيم منصور
محمد إبراهيم عبد الحميد منصور (مواليد 3 ديسمبر 1971م)، صيدلي وعضو مجلس الشعب المصري 2012 عن دائرة سيدي سالم، كفر الشيخ، قلين بمحافظة كفر الشيخ. رئيس حزب النور السلفي منذ 26 مارس 2022. عضو الجمعية التأسيسية الأولى والثانية للدستور المصري وعضو لجنة الخمسين لتعديله 2013م. نجح في انتخابات مجلس الشعب المصري 2012 فردي فئات والتي جرت بعد ثورة 25 يناير بدون إعادة ومن الجولة الأولى، فتم الطعن على النتيجة لتتم إعادتها وليفوز أيضا بدون إعادة مع القبطان محمد عبدالمجيد زعفان (فردي عمال). شارك في انتخابات 2015 في قائمة غرب الدلتا لكن لم يكتب له النجاح.
تخرج من كلية الصيدلة بجامعة الإسكندرية عام 1995م ثم ليسانس دار العلوم بجامعة القاهرة وكانت له مشاركات في العمل الطلابي في سنوات الدراسمة (1991 - 1995)، ثم عمل بالتدريس في مساجد أنصار السنة المحمدية والدعوة السلفية لمادة الفقه والأصول بدءا من عام 1995م.
من مؤلفاته:
- هل تحب النبي ﷺ، مكتبة الصحابة، 42 صفحة، قطع صغير، ط1، 2008م
- موسوعة تقريب علوم الشريعة.
- من يحمل هم هذا الدين.
- شبابنا والصيف.
- قبس من هدي محمد ﷺ في الأخلاق، مكتبة الصحابة بالمنصورة، 227 صفحة، قطع متوسط، ط1، 2008م
- رسالة من الأقصى.
- مختصر غاية الرفق في تربية النفس والأسرة والمجتمع بالدين الحق.
- ماذا لو نطق رمضان مودعا.
- كيف تقضي يومك في رمضان، مكتبة الصحابة.
- وصايا ومحاذير في رمضان، مكتبة الصحابة.
- منطلقات سياسية للمرحلة، مكتبة الصحابة.
- مواقف حزب النور: وقائع وكواليس، دار الخلفاء الراشدين، 2014م
- سمات الأداء السياسي لحزب النور.